# Wayne Knight
Wayne Eliot Knight (Cartersville (Georgia), 7 augustus 1955) is een Amerikaanse acteur, bekend om zijn rollen als Newman in de televisieserie Seinfeld, Dennis Nedry in de film Jurassic Park, Don Orville in de televisieserie 3rd Rock from the Sun en Stan Podolak in Space Jam met Michael Jordan.

## Levensloop

### Achtergrond
Knight werd geboren in Cartersville, waar hij opgroeide en als bachelorstudent studeerde aan de Universiteit van Georgia. Hij verliet de universiteit voordat hij ergens een graad in haalde. Tijdens het doorlopen van een stage aan het Barter Theatre in Virginia bekwam hij een Equity card. Dat is een lidmaatschapskaart van de invloedrijke acteursvakbond. Hij vertrok naar New York en na twee jaar had hij zijn eerste rol in een Broadway theatre.

### Loopbaan
Knight heeft verschillende prominente filmrollen gehad, zoals in de film JFK van Oliver Stone en in de ondervragingsscène in Basic Instinct. Nadat Steven Spielberg hem in die scène had gezien was hij de eerste persoon die werd gevraagd voor de film Jurassic Park. Hij was ook te zien in de films Dirty Dancing, Dead Again, To Die For, Space Jam.
Gedurende midden en eind jaren negentig speelde hij tegelijkertijd bijrollen in twee verschillende televisieseries op NBC, namelijk Seinfeld en 3rd Rock from the Sun.
Op Broadway was Knight te zien in de stukken Gemini, Mastergate, Art en het meest recentelijk in Sweet Charity met Christina Applegate.
Gedurende het filmen van een aflevering van Seinfeld voelde Knight pijn aan zijn hart; hij dacht zelf aan angina pectoris en zocht hulp bij een cardioloog, die hem vertelde dat hij levensbedreigende obesitas, een hoge bloeddruk en bijna diabetisch was. Knight is toen een dieetprogramma gaan volgen en intensief gaan sporten. Hij verloor uiteindelijk 53 kilogram, nu behoudt hij zo'n 35 kilogram van dat verlies. In Cheaper by the Dozen speelde hij voor het eerst, nadat hij was afgevallen.
Knight sprak de stem in van Meneer Blik in de Amerikaanse versie van de tekenfilmserie Catscratch. Hij heeft ook de stem gedaan van Boosaardige Keizer Zurg in Buzz Lightyear of Star Command, Al McWhiggin, de speelgoedwinkeleigenaar in Toy Story 2, Tantor in Tarzan en Demetrius in Hercules. Hij deed ook stemmen van gastrollen in de Amerikaanse versie van De Grimmige Avonturen van Billy en Mandy.
Knight deed de stem van Max, een kat met overgewicht in Cat Tale.
Op 26 mei 1996 trouwde hij in het huis van Michael Richards met visagiste Paula Sutor. In 2003 scheidde het stel echter van elkaar.

## Filmografie
- The Wanderers (1979) - Bendelid (Niet op aftiteling)
- For Lovers Only (Televisiefilm, 1982) - Fanatieke videogamer (Niet op aftiteling)
- The Sex O'Clock News (1984) - Bill Wright
- Assaulted Nuts Televisieserie - Verschillende rollen (1985)
- Forever Lulu (1987) - Stevie
- Dirty Dancing (1987) - Stan
- Everybody's All-American (1988) - Plasser studentenvereniging
- Born on the Fourth of July (1989) - Official #2 - Democratische conventie
- Mathnet Televisieserie - Peter Pickwick (Afl., The Case of the Parking Meter Massacre, 1990)
- Square One TV Televisieserie - Peter Pickwick (Episode 3.13 t/m 3.15, 1990)
- V.I. Warshawski (1991) - Earl 'Bonehead' Smeissen
- Dead Again (1991) - 'Piccolo' Pete Dugan
- JFK (1991) - Numa Bertel
- Basic Instinct (1992) - John Corelli
- Double Edge (Televisiefilm, 1992) - Tommy White
- The Edge Televisieserie - Verschillende rollen (19 afl., 1992-1993)
- T Bone N Weasel (Televisiefilm, 1992) - Roy Kramp
- Jurassic Park (1993) - Dennis Nedry
- Fallen Angels Televisieserie - Leo Cunningham (Afl., Dead End for Delia, 1993)
- Against the Grain Televisieserie - Froggy Wilson (Afl., Pilot, 1993)
- The Second Half Televisieserie - Robert Piccolo (Afl. onbekend, 1993-1994)
- Golden Gate (Televisiefilm, 1994) - Rol onbekend
- Chameleon (1995) - Stuart Langston
- To Die For (1995) - Ed Grant
- Space Jam (1996) - Stan Podolak
- Hercules (1997) - Demetrius de pottenmaker (Stem)
- For Richer or Poorer (1997) - Bob Lachman
- Seinfeld (47 afl., 1991-1998) - Newman
- The Brave Little Toaster Goes to Mars (1998) - Magnetron (Stem)
- Soundman (1998) - Tim (Stem)
- Pros & Cons (1999) - Wayne de bewaker
- Hercules: Zero to Hero (Video, 1999) - Orthus (Stem)
- My Favorite Martian (1999) - Zoot, Martins pratende ruimtepak (Stem, niet op aftiteling)
- Tarzan (1999) - Volwassen Tantor (Stem)
- Toy Story 2 (1999) - Al de speelgoedverzamelaar (Stem)
- Toonsylvania Televisieserie - Igor (Afl. onbekend, 1998-2000, stem)
- Dilbert Televisieserie - Path-E-Tech beveiliger (Afl., The Security Guard, 2000, stem)
- Buzz Lightyear of Star Command: The Adventure Begins (dvd, 2000) - Evil Emperor Zurg (Stem)
- Buzz Lightyear of Star Command Televisieserie - Emperor Zurg (8 afl., 2000, stem)
- 3rd Rock from the Sun Televisieserie - Politieagent Don Orville (54 afl., 1996-2001)
- Rat Race (2001) - Zack Mallozzi
- That '70s Show Televisieserie - De Engel (Afl., It's a Wonderful Life, 2001)
- Becker Televisieserie - Wally (Afl., Picture Imperfect, 2002)
- Bleacher Bums (Televisiefilm, 2002) - Zig
- Master Spy: The Robert Hanssen Story (Televisiefilm, 2002) - Walter Ballou
- The Twilight Zone Televisieserie - Nick Dark (Afl., How Much Do You Love Your Kid?, 2003)
- Gary the Rat Televisieserie - Gary's rivaal (Afl., The Reunion, 2003, stem)
- Grim & Evil Televisieserie - Jack (Afl., Billy and Mandy Jacked-Up Halloween, 2003, stem)
- Cheaper by the Dozen (2003) - Elektricien (Niet op aftiteling)
- I'm with Her Televisieserie - Kevin (Afl., Friends in Low Places, 2004)
- Black Cloud (2004) - Mr. Tipping
- The Drew Carey Show Televisieserie - Owen (Afl., Liar Liar House on Fire, 2004)
- Listen Up Televisieserie - Buddy (Afl., Sweet Charity, 2004)
- Dinotopia: Quest for the Ruby Sunstone (2005) - Thudd (Stem)
- Bleach Televisieserie - Verschillende rollen (Afl., Reclaim! The Power of the Shinigami, 2005)
- Justice League Unlimited Televisieserie - Abnegazar (Afl., The Balance, 2005, stem)
- CSI: NY Televisieserie - Truman Bosch (Afl., Fare Game, 2006)
- Xiaolin Showdown Televisieserie - Dojo Kanojo Cho (52 afl., 2003-2006, stem)
- Ergo Proxy Televisieserie - Will B. Good/Bezoeker park (Afl., Shôjo sumairu, 2006, stem)
- Bleach Televisieserie - Soul Reaper (Afl., The Avengers, 2006)
- Catscratch Televisieserie - Mr. Blik (Afl., Mall Adjusted/Clan Destiny, 2006, stem|Spindangon Fundulation, 2007, stem)
- Forfeit (2007) - Bob
- Throwing Stars (2007) - Officer Brooks
- Tak & the Power of Juju Televisieserie - Bug Juju (Afl., Big Boss Brawl/Our Favorite Juju, 2007, stem)
- Punisher: War Zone (2008) - Linus Lieberman/Microchip
- Kung Fu Panda (2008, stem) - bendeleider
- Blindspotting (2018) - Patrick

- Biblioteca Nacional de España: XX1297961
- International Standard Name Identifier: 0000 0001 1935 566X
- Library of Congress Control Number: no97043500
- MusicBrainz: 89e4d972-edf9-4b31-84d4-1f5c975cc885
- Nationale Bibliotheek van Tsjechië: xx0313178
- Nationale Bibliotheek van Israël: 987011288970505171
- Nationale Bibliotheek van Polen: a0000001269982
- Virtual International Authority File: 66076302
- WorldCat: E39PBJpPxGWwXvXwKpdWRtv4MP